# Duffyducks de Saint-Just-Saint-Rambert
Uniformes
Les Ducks de Saint-Just-Saint-Rambert est une association sportive français de baseball installé à Saint-Just-Saint-Rambert. Créé le 23 octobre 1987 il est le dernier club de baseball et softball de la Loire. Il est composé d'équipe jeune U6, U9, U12 et U15, de deux équipes séniors évoluant dans le championnat régionale Auvergne-Rhône-Alpes et d'une équipe sénior sacrée deux fois championne de France évoluant dans la plus haute division du championnat de France en D1.

## Les Ducks

### Historique
Un groupe de lycéens stéphanois fans de baseball décide un jour de créer une Equipe. Rapidement, faute de place et d’un terrain propice à la pratique de ce sport, ils se mettent en recherche d’une ville pour les accueillir.
C’est en 1987 que la municipalité de Saint-Just-Saint-Rambert accueille cette nouvelle association sportive.
Cette commune de 10.000 habitants se situe en bordure de Loire. Et c’est tout naturellement, pour symboliser les nombreux canards sauvages qui parcourent les abords du terrain que le nom du club est choisi. L’histoire des « canards » est en route.
Depuis 1998 le club des Ducks étoffe son palmarès. Régulièrement les équipes engagées dans le championnat Rhône-Alpes se hissent parmi l’élite régionale et accèdent régulièrement au championnat national.
Aujourd'hui, le club se fait fort de quatre-vingt-dix-sept adhérents. Il possède quatre équipes masculine (U9 (benjamin), U15 (cadet) et deux U19 (seniors)) en plus d'une équipe de softball mixte.

### Objectif du club
L'ambition des Ducks pour les prochaines saisons à venir est de maintenir sa stabilité sportive tout en contribuant à la formation de ses jeunes joueurs assurant ainsi la pérennité du club. Pour cela, il souhaite se tourner vers un avenir encore plus ambitieux en intégrant toujours plus de joueurs demandeurs de nouvelles sensation, au sein d'une association porteuse d'un sport qui se veut novateurs et différents des pratiques populaires.

## Terrain
Le «Coin-Coin Stadium» comme certains l’ont surnommé dispose d’un maximum d’équipements pour la pratique du Baseball, Softball et animations sportives aux sports de battes. Cette structure dispose d’un terrain aux normes internationales.
Le terrain dispose de :
Clôtures, Backstop,
Abris de joueurs, Bullpens, Cabine de scorage,
Tunnel de frappe extérieur et intérieur, Machine à lancer,
Tortues, Radar
-
L’association dispose de :
Vestiaires Joueurs, Vestiaire Arbitres,
Douches et sanitaires,
Local Matériel, Club House, Salle de réunions,
Gymnase en hiver Et Dispose de Nombreux Matériels (lanceur de balle,batte,balle,gant,casque, base et marbre, etc.)
Grâce à la renommée de notre terrain, nous avons pu organiser quatre finales nationales et le challenge de France Elite en collaboration avec le club de baseball de Clermont-Ferrand.

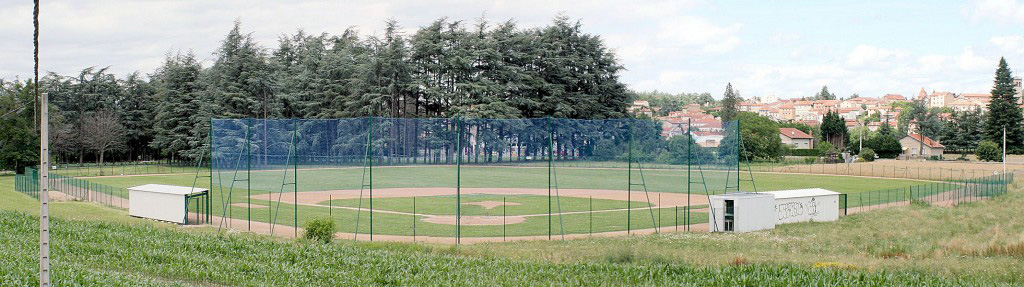

## Palmarès

### Catégories confondues
- Champion de France : 2 titres (N1B et N2)
- Vice-Champion de France : 2 titres
- Champion de Rhône-Alpes : 15 titres
- Vice-Champion de Rhône-Alpes : 10 titres

### Par Catégorie
|            | Champion de France    | Vice-Champion de France | Champion Rhône-Alpes                       | Vice-Champion Rhône-Alpes                             |
| ---------- | --------------------- | ----------------------- | ------------------------------------------ | ----------------------------------------------------- |
| Seniors :  | 2006 (N1B), 2000 (N2) | 2016 (D2) 2015 (N1)     | 2013 (DH), 2009 (DH), 2000 (DH), 1989 (PH) | 2005 (DH), 2004 (DH), 1997 (PH), 1991 (PH), 1988 (PH) |
| Juniors :  |                       |                         | 2007, 2006, 2003, 1993                     | 2012                                                  |
| Cadets :   |                       |                         | 1999, 1998, 1993, 1992                     | 2006, 2005                                            |
| Minimes :  |                       | 1998                    | 2007, 2005, 2003                           | 2006, 1998                                            |
| Softball : |                       |                         |                                            |                                                       |

Ayant récemment créé une équipe de softball il est normal que le palmarès soit vide.

## Résultats

### 2012
- U15 (cadet) : 5e du championnat Rhône-Alpes U15
- U18 (junior) : 2e du championnat Rhône-Alpes U18
- Seniors(19U) : 3e du championnat Rhône-Alpes Division Honneur
- Softball : Championnat sous forme de plateau (pas de classement)

### 2013
- U9 (poussin): Championnat sous forme de plateau (pas de classement)
- U15 (cadet) : 5e du championnat Rhône-Alpes U15
- Seniors 1(19U) : Champion Rhône-Alpes Division Honneur et Demi-finaliste du championnat de National 2
- Seniors 2(19U) : 3e du championnat Rhône-Alpes Promotion Honneur
- Softball : Championnat sous forme de plateau (pas de classement)

## Équipes

### 2013
Les Ducks possèdent une équipe U9 (poussin), une U15 (cadet), une softball mixte et deux U19 (séniors)

#### Poussin U9
- Coach : Guyot Aymeric
- Championnat : Championnat Rhône-Alpes U9

#### Cadets U15
- Coach : Nicolas Alain
- Championnat : Championnat Rhône-Alpes U15

#### Softball mixte
- Coach : Larmande Loic
- Championnat : Championnat softball mixte Rhône-Alpes

#### Seniors R1
- Manager : Chirat Jérémie
- Coachs : Chirat Jérémie, Kapsa Vincent
- Championnat : Division honneur Rhône-Alpes

#### Seniors R2
- Manager : Chaffois François-Xavier
- Coach : Chaffois François-Xavier
- Championnat : Promotion honneur Rhône-Alpes

### 2014

#### Cadets U15
- Coach : Nicolas Alain
- Championnat : Championnat Rhône-Alpes U15

#### Juniors U18
- Coach :
- Championnat : Championnat Rhône-Alpes U18

#### Softball mixte
- Coach : Larmande Loic
- Championnat : Championnat softball mixte Rhône-Alpes

#### Seniors R1
- Manager : Chirat Jérémie
- Coachs : Chirat Jérémie, Kapsa Vincent
- Championnat : National 1

#### Seniors R2
- Manager : Chaffois François-Xavier
- Coach : Chaffois François-Xavier
- Championnat : Promotion honneur Rhône-Alpes